# Санкт-Луціштайг
47°02′17″ пн. ш. 9°31′38″ сх. д. / 47.038055555556° пн. ш. 9.5272222222222° сх. д.
Санкт-Луціштайг — гірський перевал на висоті 713 м.
Розташований на кордоні між швейцарським кантоном Граубюнден та Ліхтенштейном. Через перевал проходить автомагістраль № 28, яка з'єднує північну частину Бальцерсу із осередками виноробної промисловості Маєнфельду (кантон Граубюнден).

### Назва
Назва перевалу походить від імені Св. Луціуса Чурського, який нібито проповідував у цих краях та, можливо, спочатку був похований тут. Часто (переважно, на місцевому діалекті) використовується назва «Луціенштайг» (Luziensteig).

### Фортеця
На північному краю перевалу розташований рів стародавньої фортеці з брамою 1702 року побудови, яка й досі використовується як казарма для швейцарської армії. Фортеця була відновлена під керівництвом Готтліба Генріха Леглера (1823–1897) та залишалася у незмінному вигляді до 1855 року. На шляху до Гущі знаходиться мурована вежа. Впродовж 40 років (1966–2004) тут знаходилася школа підготовки новобранців та військовослужбовців. Тепер тут розташований військовий музей, експозиція якого розповідає про роль коней у швейцарській армії. Дорога через перевал проходить по колишньому мосту крізь вузьку браму та внутрішній двір фортеці.

### Церква
Церква на честь Святого Луціуса на перевалі Санкт-Луціштайг вперше згадується у «Каролінгському поліптику», датованому 831 роком. Церква на перевалі Санкт-Луціштайг до початку XIV ст. була парафіяльною церквою Майєнфельду та навколишній поселень та називалася «Церква на пагорбі» (нім. Gemeinde am Berg). У 1501 році статус парафіяльної церкви було офіційно закріплено за Амандускірхе у Майєнфельді. У своєму теперішньому вигляді церква є спорудою у стилі пізньої готики із хором. Всередині церква оздоблена фресками XIII—XIV ст., які збереглися дотепер лише фрагментами. Сьогодні церква використовується влітку як місце для вінчань.